# Media Gateway Controller
Media Gateway Controller (MGC) — компонент, що використовується в деяких системах передавання голосу за допомогою IP-телефонії. MGC контролює ряд терміналів, медіа-шлюзи. MGC отримує сигнальні інформації (наприклад, набраних цифр) з Media Gateway і можна дати вказівку, щоб попередити абонента, що викликається, для передачі і прийому голосової інформації і т. д. Є декілька протоколів, які можуть бути використані між MGC і Media Gateway: SGCP, MGCP і Megaco (також відомий як H.248). MGC отримує також термін Call Agent, якщо мова йде в контексті MGCP.
Деякі MGCs можуть взаємодіяти з іншими протоколів сигналізації, як і SS7 (для з'єднання з традиційної телефонної системи), H.323 і SIP.
Архітектури VoIP використанні MGC іноді називають SoftSwitch архітектури. Переваги Softswitch архітектури в тому, що медіа-шлюзи прості в обслуговуванні, і що Softswitch оператор зберігає повний контроль. З іншого боку, Softswitch архітектури мають тенденцію бути негнучкими. Висока готовність MGCs є дорогими, як MGC необхідно стану.